# Magyar színjátszólepke
A magyar színjátszólepke (Apatura metis) a tarkalepkefélék családjába tartozó, Délkelet-Európában, valamint a Távol-Keleten honos lepkefaj. 

## Megjelenése
A magyar színjátszólepke szárnyfesztávolsága 4,5-5,5 cm. Elülső szárnyának csúcs megnyúlt, vége kihegyesedő és kissé ferdén lemetszett. Hátsó szárnyának belső oldala kihasasodó. A szárnyak felső oldala narancsos-barnásan és feketén sávozott, foltos. Jellemző az elülső (a cu szárnyér közelében) és hátsó (cu2 és belső ér között) szárnyakon látható egy-egy (összesen négy) szemfolt, amelyeknek írisze csak egy apró fekete folt (esetleg hiányzik). A hátulsó szárny sárga keresztsávja nem keskenyedik el a végén, élesen határolt. A szegély mentén végigfutó sárga sáv érközi foltjai nem nagyok és szögletesek, hanem kúp vagy csepp alakúak. A szárnyak fonákja halványbarnás-narancsos; a fehéressárga harántsáv nem keskenyedik el, hanem ugyanolyan széles, mint a szárny színén, és a cu2 érnél hirtelen véget ér. A hímek szárnyának felső oldala bizonyos szögben kékesen irizál (erről kapta a faj a nevét), ennek mértéke változó. 
Petéje kerek, világoszöld színű, határozott hosszanti bordákkal.
Hernyója zöld vagy sárgászöld, apró fehéressárga pontokkal és ferde oldalvonalakkal, a háta közepén két kis barnás tüskével. A feje eleinte barna, majd kékeszöld, fehér vonalakkal, rágói vörösek; két hosszú szarvszerű nyúlványának vége sárga vagy barna. Elkeskenyedő farka sárgás, lábai és hasa kékeszöld.

### Hasonló fajok
A kis színjátszólepke és a nagy színjátszólepke hasonlít hozzá.  

## Elterjedése
Délkelet-Európában és a Távol-Keleten (Északkelet-Kína, Koreai-félsziget, Japán; itt a ssp. substituta alfaj elterjedt) honos, illetve szórványosan megtalálható a Volga alsó szakaszán, az Észak-Kaukázusban és Kazahsztánban is. Európában elterjedésének északi határát a Kárpát-medencében éri el (korábban egészen a Bécsi-medencéig hatolt, de Ausztriából mára kipusztult). Leggyakoribb a Duna és mellékfolyói mentén, illetve a Balkán egyéb folyóinak völgyében. Magyarországon a Duna és a Tisza alsó szakaszán, a Dráva és a Mura mentén, illetve ezek mellékfolyóinál, csatornáinál él.    

## Életmódja
Folyómenti, ártéri füzesek, ligeterdők lepkéje. 
Évente két nemzedéke repül, az első nemzedék április végétől július elejéig, a második július végétől szeptember elejéig figyelhető meg. Inkább reggel és délelőtt aktív.A hímek a talaj közelében is előfordulnak, ahol a nedves földön, trágyán, dögön táplálkoznak. A nőstény a nagy, 5 méternél magasabb fehér füzek lombkoronaszintjén tartózkodik, ennek leveleire rakja petéit. Hernyója csak ennek a fafajnak a leveleivel táplálkozik. A második nemzedék hernyója a második vedlés után áttelel, majd tavasszal egy levél alsó oldalán bebábozódik. 
Magyarországon fokozottan védett, természetvédelmi értéke 100 000 Ft.

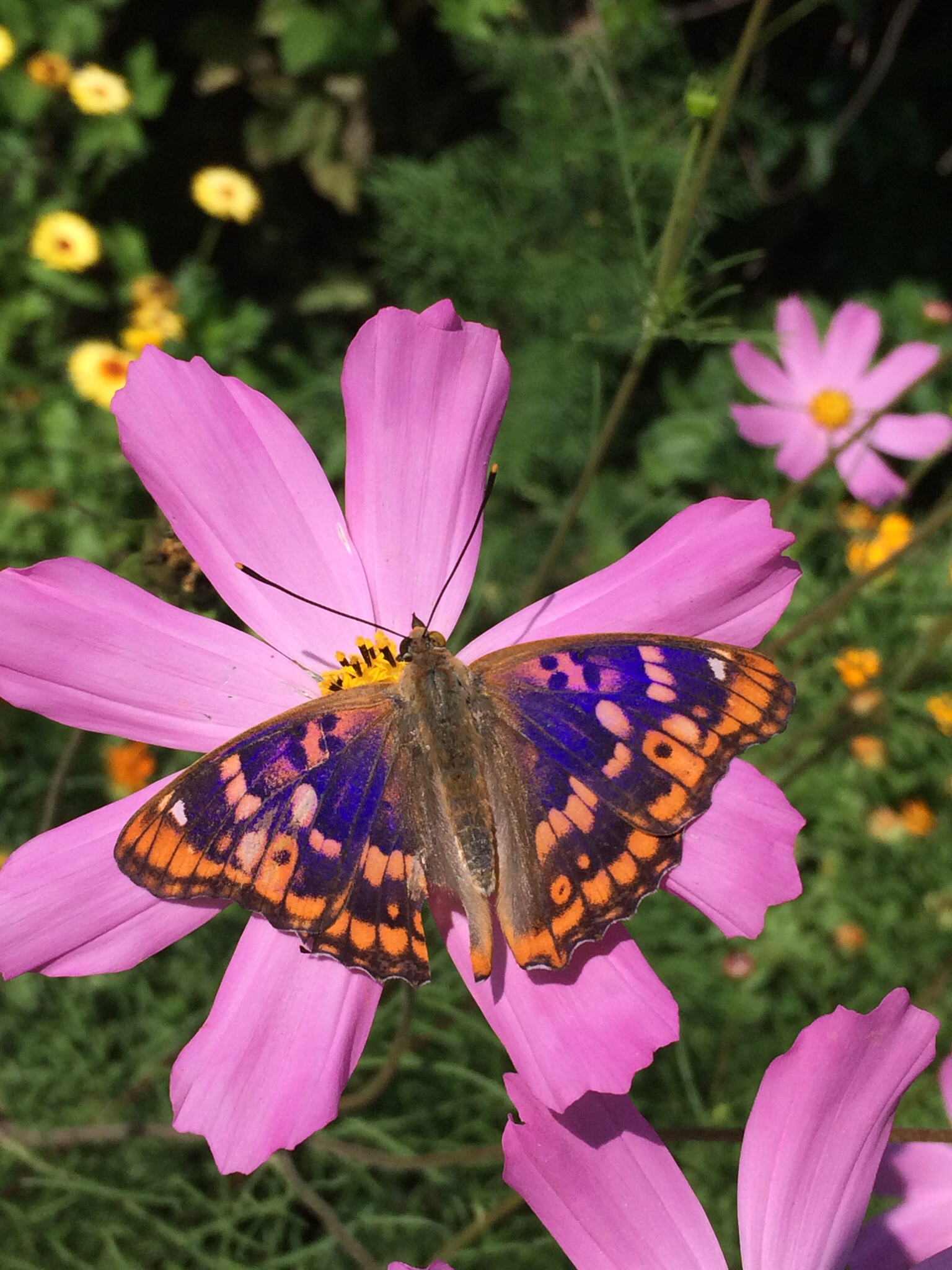
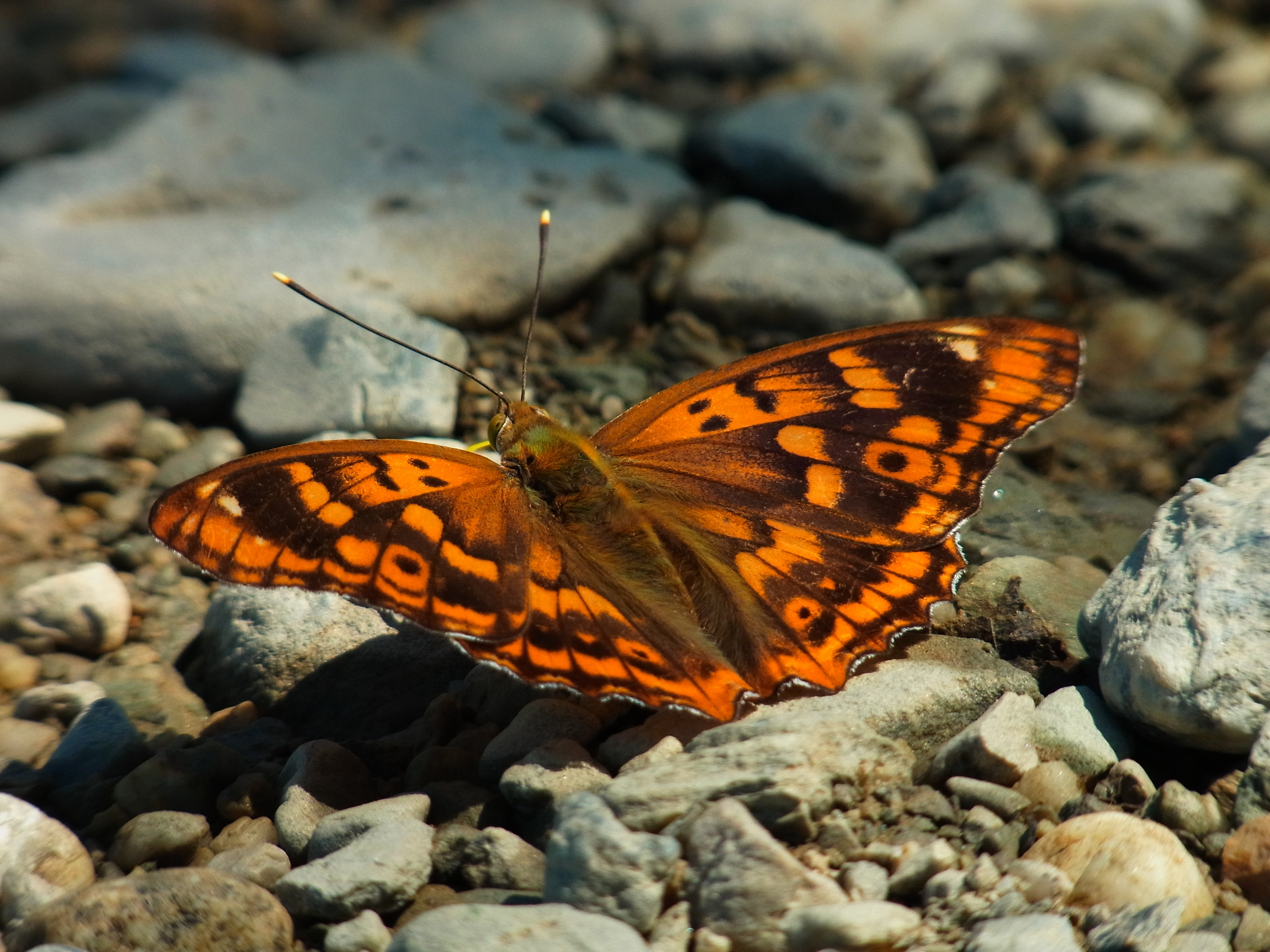
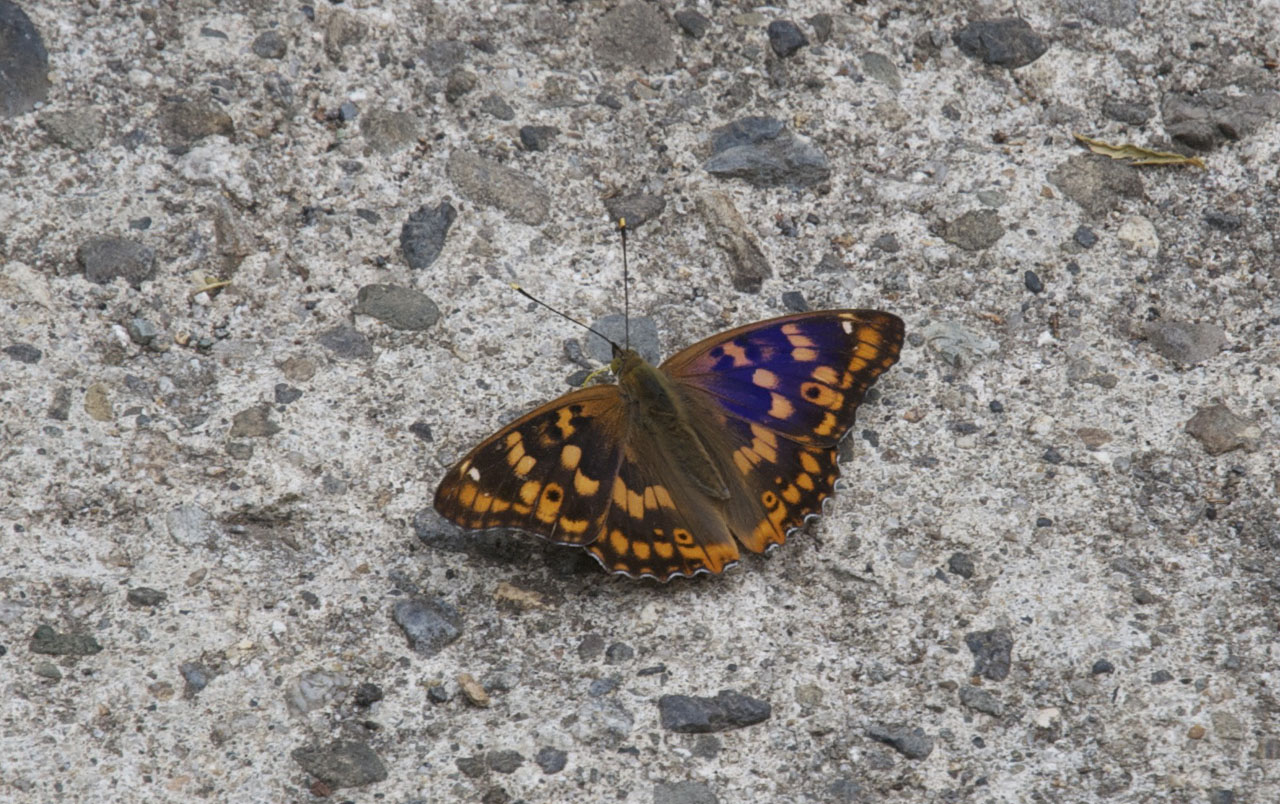
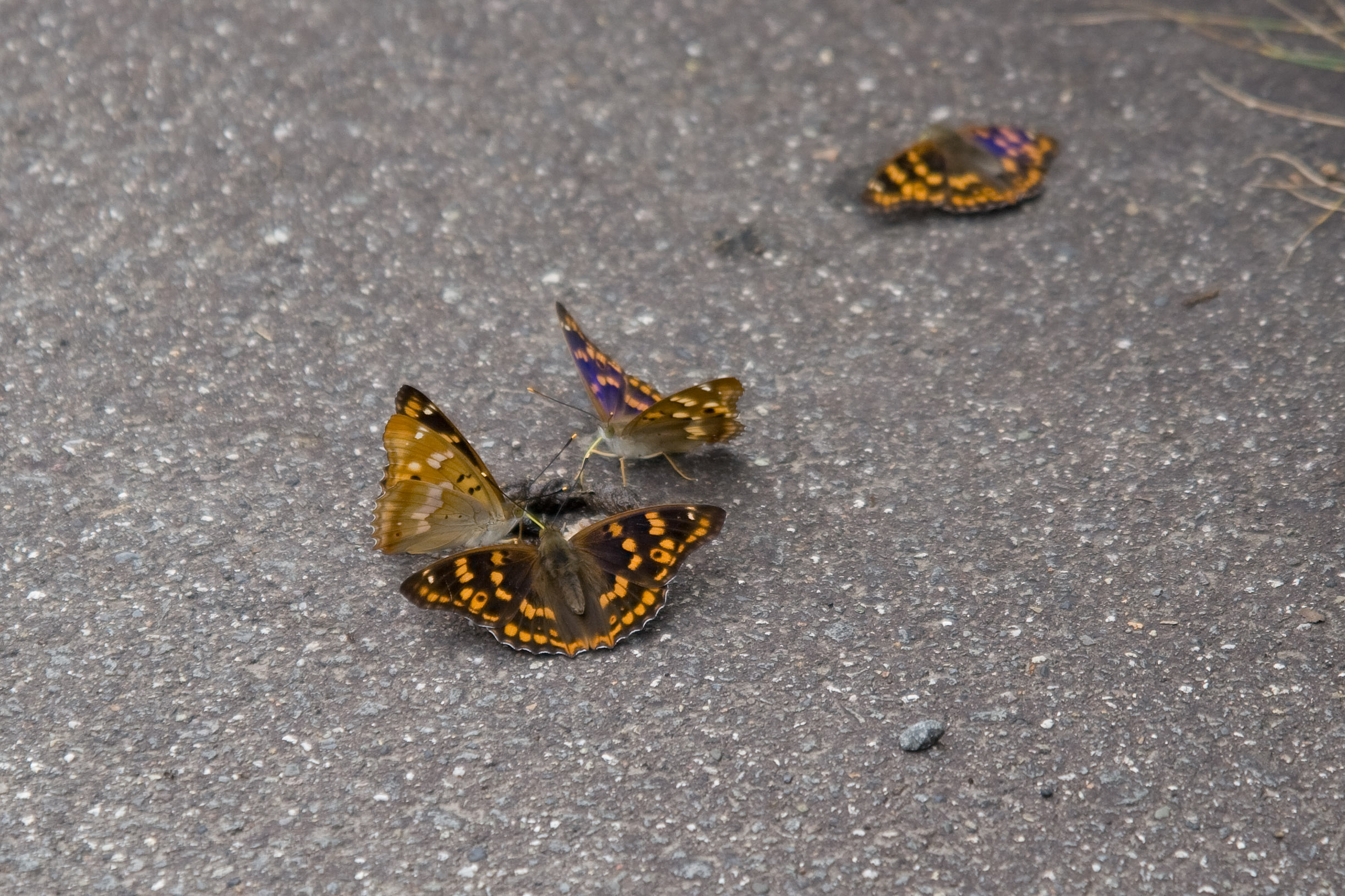
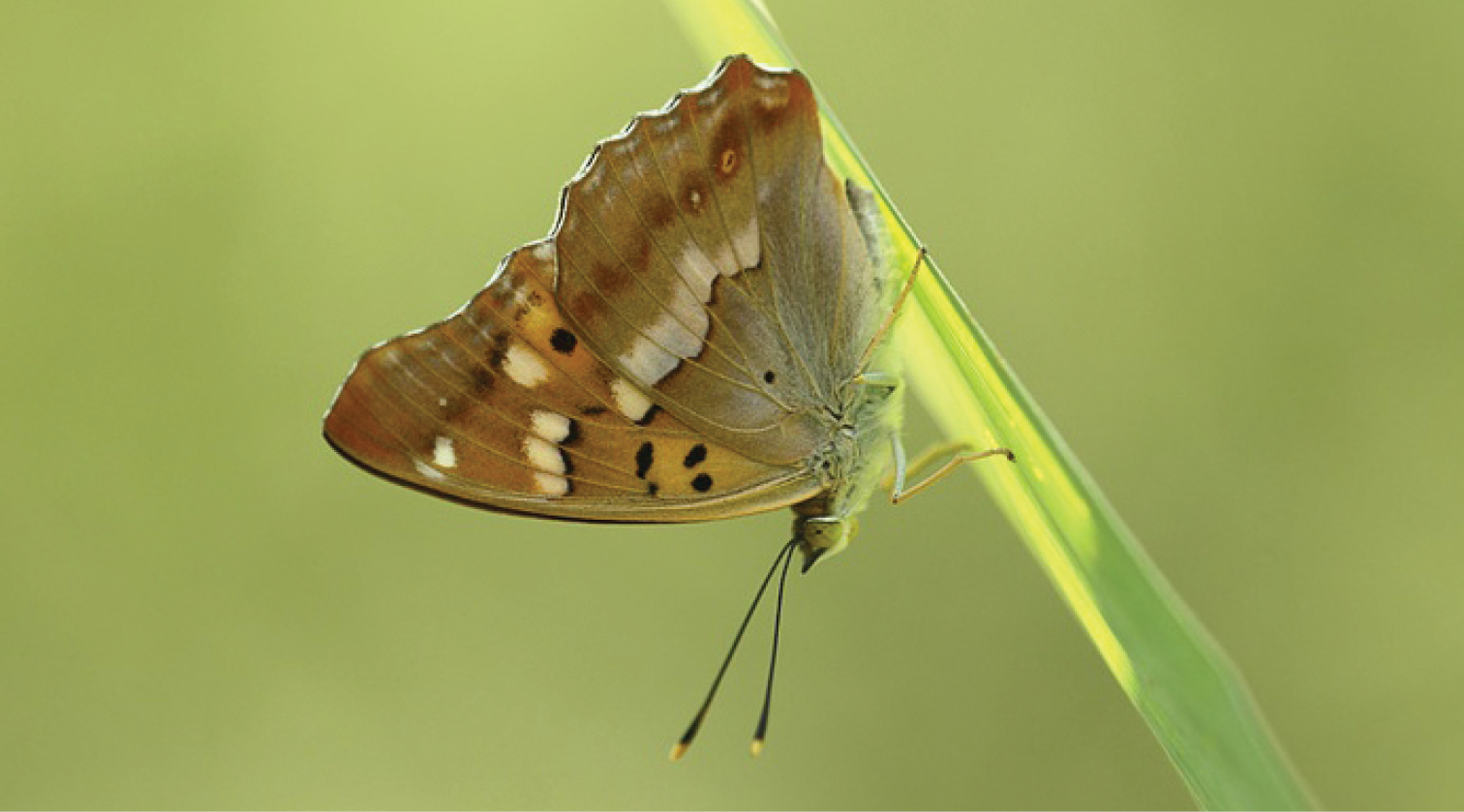